# Deptford Bridge (Docklands Light Railway)
Deptford Bridge è una stazione della Docklands Light Railway situata a Deptford, nel borgo di Greenwich, a sud-est di Londra, in Inghilterra. Si trova sospesa sul Torrente Deptford (Deptford Creek) ed è adiacente sia al Lewisham College che al mercato di Deptford.

## Posizione
È inoltre situata tra le stazioni di Greenwich e Elverson Road, ricade nelle zone 2 e 3 della Travelcard. Nei suoi pressi si trova il Royal Borough of Greenwich, ed è vicinissima al London Borough of Lewisham. La struttura della stazione consiste in due piattaforme elevate adiacenti, che proseguono in direzione nord-sud al di sopra della A2 e parallele al fiume Ravensbourne. Venne aperta nel 1999 come proseguimento da Island Gardens verso Lewisham.

## Collegamenti
-Bus 53; 177; 453 e N89 (notturno)